# Trox fascifer
Trox fascifer är en skalbaggsart som beskrevs av Leconte 1854. Trox fascifer ingår i släktet Trox och familjen knotbaggar. Inga underarter finns listade i Catalogue of Life.